# 유엔 안전 보장 이사회 결의 제1540호

유엔 안전 보장 이사회 결의 제1540호는 2004년 4월 28일, 15개국 만장일치로 채택되었다.
대량살상무기의 비확산에 대한 결의이다.

## 같이 보기
- 테러리즘